# Tchadoua
Tchadoua est une localité et une commune rurale du Niger, département de Aguié, région de Maradi.

## Géographie
La localité de Tchadoua est située à 37 km à l'ouest du chef-lieu départemental Aguié.
| Safo       | Sarkin Haoussa |       |
| Saé Saboua | Tchadoua       | Aguié |
| Djirataoua | Dan-Issa       |       |

## Histoire
La commune de Tchadoua instaurée en 2002, est issue du canton de Aguié.

## Population
Lors du recensement général de 2012, la population communale est relevée à 93 208 habitants, dont 20 013 habitants pour la localité chef-lieu communal.

## Localités
La commune s'étend sur 67 villages, 28 hameaux et 18 camps au sud du département de Madarounfa.

## Services et infrastructures

### Enseignement
- Collège d'enseignement général (CEG) à Tchadoua, Wakasso.
- Centre de formation des métiers (CFM) à Tchadoua.

### Santé
- Centre de Santé Intégré (CSI) à Tchadoua, Dan Bouzou, Gawaro Madatey et Magam[5].